# Eucalyptus pilularis
Eucalyptus pilularis är en myrtenväxtart som beskrevs av James Edward Smith. Eucalyptus pilularis ingår i släktet Eucalyptus och familjen myrtenväxter. Inga underarter finns listade i Catalogue of Life.
Eucalyptus pilularis är utformad som ett träd som har svartgrå bark vid nedre delen och krämfärgad mjuk bark vid övre delen. Trädet ingår i skogar och det hittas på odlingsmark. Grunden är vanligen sandig.
Arten växer i östra Australien vid havet i sydöstra Queensland och östra New South Wales. Den introducerades i Nya Zeeland, Kenya, Tanzania och Hawaii. För artens trä finns olika användningsområden. Regionens ursprungsbefolkning använder även andra delar av växten.
Beståndet hotas av landskapsförändringar. Populationens minskning under tre gångna generationer uppskattas med 23 procent. IUCN listar arten som nära hotad (NT).

## Bildgalleri

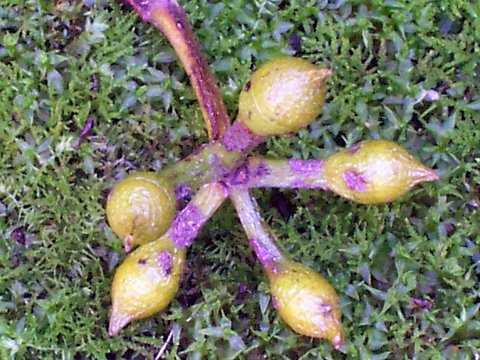
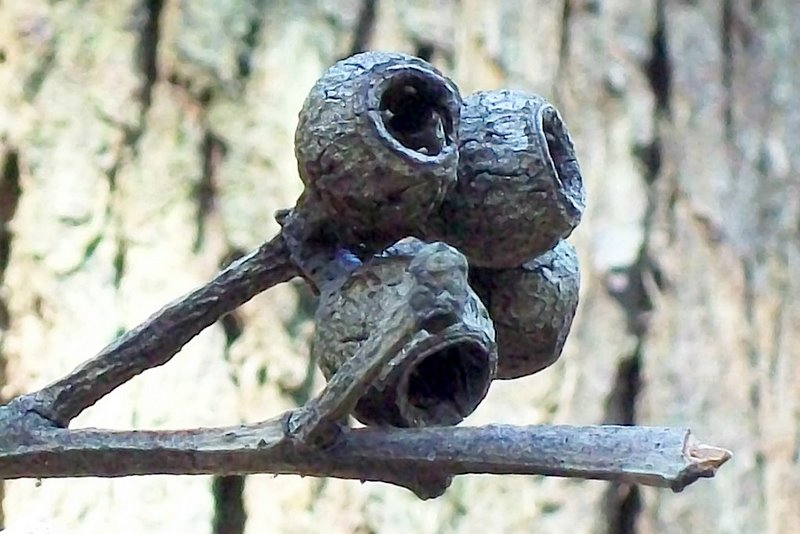
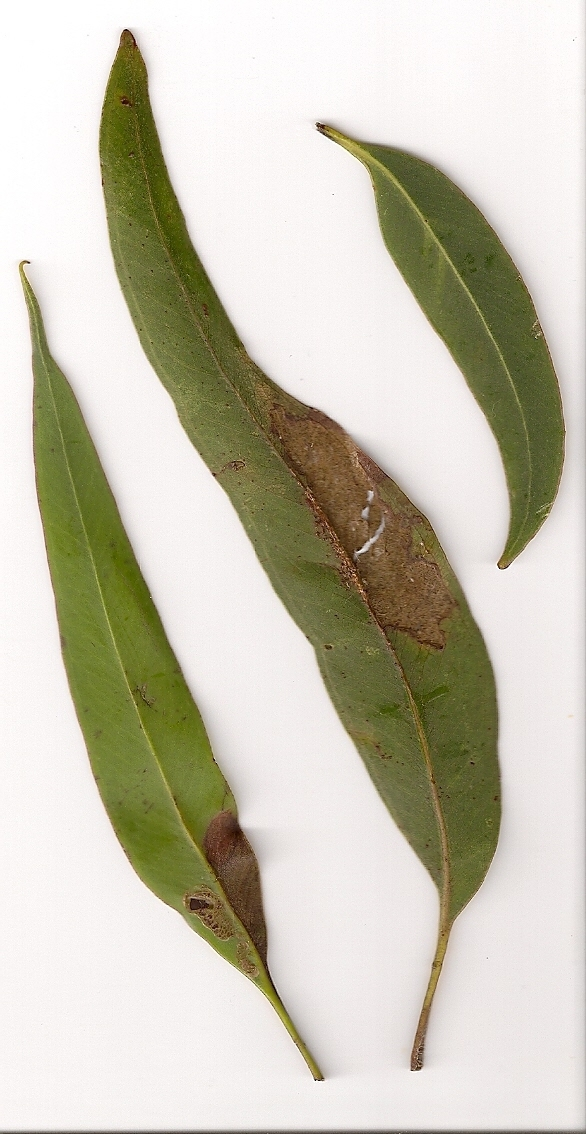
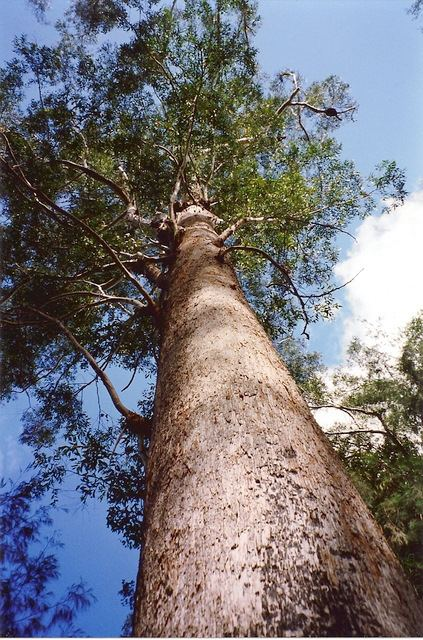